# Михайловська сільська рада (Бугурусланський район)
Миха́йловська сільська рада (рос. Михайловский сельский совет) — сільське поселення у складі Бугурусланського району Оренбурзької області Росії.
Адміністративний центр — село Михайловка.

## Історія
2010 року була ліквідована Пронькинська сільська рада (село Пронькино, присілок Шестайкіно, селище Гремучий Ключ), територія увійшла до складу Михайловської сільради.

## Населення
Населення — 2062 особи (2019; 2217 в 2010, 2422 у 2002).

## Склад
До складу сільської ради входять:
| Населений пункт       | Населення, осіб (2002) | Населення, осіб (2010) |
| --------------------- | ---------------------- | ---------------------- |
| Березовий, селище     | 20                     | 10                     |
| Гремучий Ключ, селище | 27                     | 17                     |
| Ключовка, село        | 125                    | 100                    |
| Михайловка, село      | 2416                   | 2735                   |
| Пронькино, село       | 624                    | 494                    |
| Турхановка, село      | 194                    | 138                    |
| Шестайкіно, присілок  | 137                    | 80                     |